# Michael Shannon
Michael Corbett Shannon (født 7. august 1974) er en amerikansk skuespiller og musiker. Han har været nomineret to gange til en Oscar for bedste mandlige birolle for sine præstationer i Revolutionary Road (2008) og Natdyr (2016), yderligere tjene Screen Actors Guild Award- og Golden Globe Award-nomineringer for sin præstation i 99 Homes (2014). Han modtog en Tony Award-nominering for bedste skuespiller i et skuespil for Long Day's Journey into Night (2016).

## Filmografi
- The Shape of Water (2017)
- Knives Out - Var det mord? (2019)